# Вентцель, Даннель
Даннель Вентцель (африк. Danelle Wentzel; род. 20 января 1995, Претория) — южноафриканская лучница, бронзовый призёр чемпионата мира в помещении, мировая рекордсменка по набору очков в стрельбе из блочного лука за 36 выстрелов (357).

## Биография
Даннель Вентцель родилась в Претории 20 января 1995 года, там же проживает и учится. Начала заниматься стрельбой из лука в 2009 году. Тренируется под руководством Сеппи Силиерса. Является левшой.
Дебют Даннель на международном уровне состоялся в 2011 году. В 2014 году стала бронзовым призёром командного первенства на чемпионате мира в помещении в Ниме в составе сборной ЮАР. Спустя два года Даннель впервые в карьере выиграла этап Кубка мира в помещении в Марракеше, а на этапе в Бангкоке стала бронзовым призёром.
На чемпионате мира 2017 в Мехико стала девятой в личном зачёте, уступив на стадии 1/8 финала датчанке Саре Соннихсен.
В 2018 году на чемпионате ЮАР Вентцель установила мировой рекорд в серии из 36 стрел, набрав 357 очков. Она улучшила прошлое достижение, установленное Глэдис Уиллемс из Бельгии в 2007 году, на одно очко.
Весной 2019 года Даннель выиграла этап Кубка мира в Анталье. В финальном матче она победила американку Алексис Руис, став первой в истории южноафриканкой, которой удалось выиграть золото на Кубке мира. Эта победа принесла есть право участвовать в финале Кубка мира в Москве в сентябре 2019 года. На чемпионате мира в Хертогенбосе в личном турнире Вентцель удалось добраться до стадии 1/8 финала, где со счётом 141:145 она уступила индийской лучнице Мускан Кирар. Южноафриканская лучница приняла участие в Универсиаде в Неаполе, где в предварительном раунде вместе с турчанкой Есим Боштан разделила новый рекорд соревнований — 701 очко из 720 возможных, однако до медали ей добраться не удалось: в третьем раунде Вентцель уступила казахстанской спортсменке Диане Макарчук. В финале Кубка мира в Москве Даннель проиграла в первом же матче датчанке Тане Йенсен со счётом 142:145 и заняла седьмое место.